# Pięciobój nowoczesny na Igrzyskach Panamerykańskich 2011
Pięciobój nowoczesny na Igrzyskach Panamerykańskich 2011 odbywał się w dniach 15–16 października 2011 roku. Czterdzieścioro dwoje zawodników obojga płci rywalizowało w Hípica Club łącznie w dwóch konkurencjach indywidualnych.

## Podsumowanie

### Klasyfikacja medalowa
| Klasyfikacja medalowa | Klasyfikacja medalowa | Klasyfikacja medalowa | Klasyfikacja medalowa | Klasyfikacja medalowa | Klasyfikacja medalowa |
| Miejsce               | państwo               | Złoto                 | Srebro                | Brąz                  | Razem                 |
| --------------------- | --------------------- | --------------------- | --------------------- | --------------------- | --------------------- |
| 1                     | Meksyk                | 1                     | 0                     | 1                     | 2                     |
| 2                     | Stany Zjednoczone     | 1                     | 0                     | 0                     | 1                     |
| 3                     | Brazylia              | 0                     | 1                     | 0                     | 1                     |
| =                     | Gwatemala             | 0                     | 1                     | 0                     | 1                     |
| 5                     | Chile                 | 0                     | 0                     | 1                     | 1                     |
| Razem                 | Razem                 | 2                     | 2                     | 2                     | 6                     |

### Medaliści
| Konkurencja | 1. miejsce      | 2. miejsce      | 3. miejsce     |
| ----------- | --------------- | --------------- | -------------- |
| Mężczyźni   | Óscar Soto      | Andrei Gheorghe | Esteban Bustos |
| Kobiety     | Margaux Isaksen | Yane Marques    | Tamara Vega    |